# Ozero Vazjo
Ozero Vazjo (ryska: Озеро Важо) är en sjö i Belarus.   Den ligger i voblasten Vitsebsks voblast, i den norra delen av landet, 190 km norr om huvudstaden Minsk. Ozero Vazjo ligger 137 meter över havet. Arean är 13,4 kvadratkilometer. Den sträcker sig 5,9 kilometer i nord-sydlig riktning, och 5,0 kilometer i öst-västlig riktning.
I omgivningarna runt Ozero Vazjo växer i huvudsak blandskog. Runt Ozero Vazjo är det glesbefolkat, med 17 invånare per kvadratkilometer.